# Giammaria Ortes
Giovanni Maria Ortes (março de 1713 – 1790) foi um compositor, economista, matemático, monge camaldulense e filósofo veneziano. É conhecido por suas predições populacionais precedendo aquelas de Thomas Malthus (teoria populacional malthusiana).

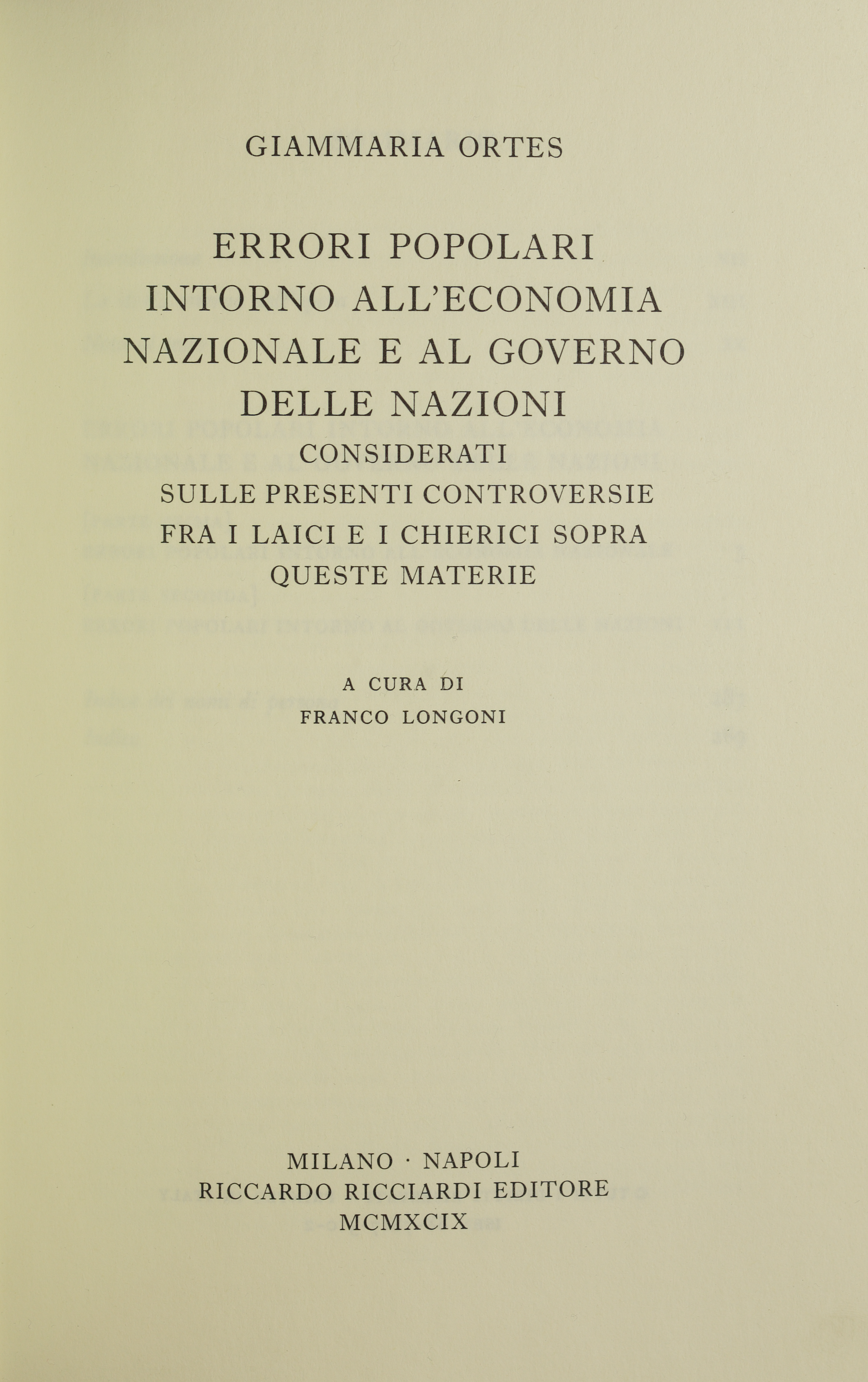
Errori popolari intorno all'economia nazionale e al governo delle nazioni, 1999

## Obras
- Della economia nazionale (1774)
- Sulla religione e sul governo dei popoli (1780)
- Dei fedecommessi a famiglie e chiese (1784)